# Винищення в'язнів у Надвірній
Винищення в'язнів у Надвірній (пол. Masakra w areszcie w Nadwórnej) — масове вбивство ув'язнених, які перебували під вартою в Надвірній, скоєне співробітниками НКВС наприкінці червня 1941 року. Одна з багатьох так званих тюремних розправ, учинених енкаведистами після початку німецького вторгнення в СРСР. Жертвами злочину стали 82 людини.

## Історія
З початком радянсько-німецької війни у 1941 році з огляду на стрімкий наступ німецьких військ НКВС заходився ліквідовувати політичних в'язнів, які утримувалися в зоні воєнних дій. Улітку 1941 р. у в'язницях та ізоляторах тимчасового тримання на новоприєднаних територіях ліквідованої Польської Республіки було вбито від 20 до 30 тис. людей. Одним із тамтешніх міст, де трапилося таке масове вбивство ув'язнених, була Надвірна. Радянські архіви мовчать про чисельність в'язнів, яких там тримали під вартою, а також про їхню долю після початку німецького вторгнення. Зате з розповідей очевидців випливає, що НКВС знищив у Надвірній приблизно 80 в'язнів. Масове поховання тіл жертв цієї різанини було виявлено на березі Бистриці Надвірнянської в липні 1941 після того, як на початку цього місяця Надвірнянщину окупували угорські і німецькі підрозділи.  Кшиштоф Попінський стверджує, що ув'язнених було виведено з місця тримання під вартою і вбито в тому місці, де й поховано Однак Єжи Венгерський припускає, що енкаведисти позбавили свої жертви життя на території місця утримання, а потім перевезли трупи на берег річки і там закопали. 
Серед знайдених останків були тіла жінок і навіть дітей. Польські джерела зазначають, що принаймні частину жертв було вбито за допомогою тупих інструментів — молотків і прикладів гвинтівок.

## Подробиці
Масову могилу випадково знайшов селянин, який вийшов косити траву. Сильний запах трупів змусив його запідозрити якесь нещастя і він зайшов на галявину діаметром 12 м, де побачив непоросле травою місце, в якому з землі стримів указівний палець людини.
Повідомлені про знахідку угорські військовики, які тоді дислокувалися в Надвірній, наказали розкрити могилу та вийняти похованих і обмити їх. Для ексгумації було скликано спеціальну судово-лікарську комісію, але похованих не можна було розпізнати, бо тіла розпухли й були змінені до невпізнання. Тоді комісія наказала випрати залишки одягу, в якому були поховані жертви, й розвішати їх на дротах уздовж залізничної колії. Комісія повідомила про це населення Коломийського, Снятинського та Косівського повітів, прохаючи його приїхати на впізнання. Наступного дня з'їхалося багато людей, які по одягу впізнавали своїх рідних і близьких. На підставі одягу вдалося з'ясувати, що загиблі походили із сіл Заболотівщини, Снятинщини та Коломийщини. Були це селяни, члени українських кооперативів, читалень «Просвіти» і спортивних товариств «Сокіл» і «Луг». 
82 жертви сталінського терору було поховано у спільній могилі при вході на кладовище в Надвірній. Як написала газета «Шлях перемоги» 3 квітня 1960 р., «ховали їх 25 священиків, які плакали разом з тисячами людей, що з'їхались на похорон, просячи в Бога кари для московських убивців».

## Виноски
1. ↑  За деякими повідомленнями, могилу з тілами 82 жертв НКВС було також знайдено в селі Буковина поблизу Надвірної. Проте, можливо, свідки згадували одну й ту саму могилу, виявлену на березі Бистриці Надвірнянської[3]